# Bernhard Raestrup
Bernhard Raestrup (* 25. Januar 1880 in Oelde; † 20. Juli 1959 ebenda) war ein deutscher Unternehmer und Politiker (Zentrum, CDU).

## Leben und Beruf

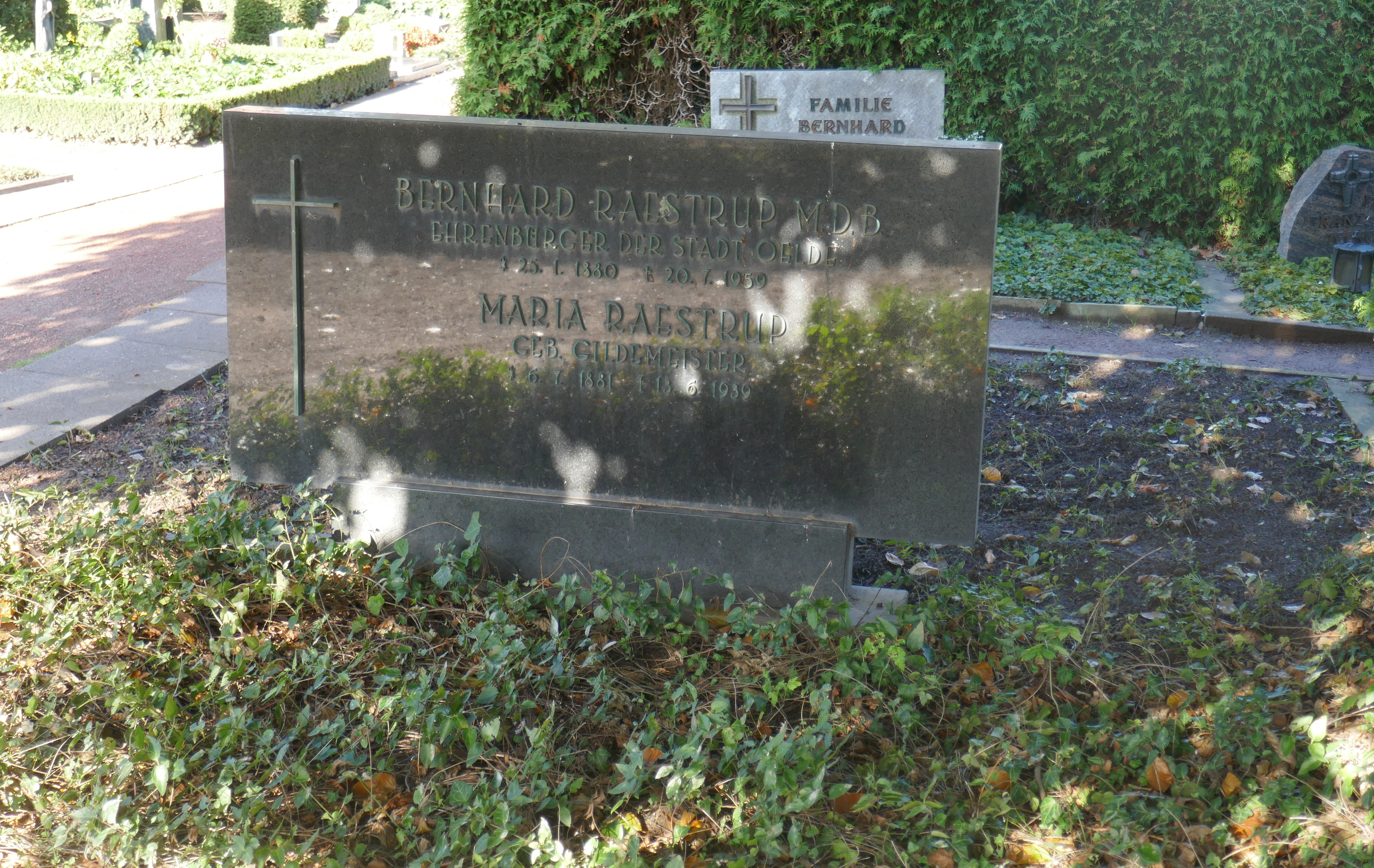
Grabstätte auf dem Friedhof in Oelde

Raestrup wurde als Sohn eines Fabrikanten, der in Oelde die Malzfabrik August Raestrup betrieb, geboren. Nach dem Besuch des Gymnasiums in Münster bis zur Obersekundareife ging er auf die Höhere Handelsschule und absolvierte eine kaufmännische Ausbildung. Anschließend arbeitete er im elterlichen Betrieb. 1906 gründete er zusätzlich das Stanz- und Emaillierwerk „Krone“ Raestrup & Co. in Oelde. Während der Zeit der Weimarer Republik war er Vorsitzender des Verbandes westdeutscher Emaillierwerke. Daneben fungierte er als Handelsrichter.

## Partei
Raestrup trat 1919 in die Zentrumspartei ein, war seit 1920 zunächst Kreisvorsitzender und wurde 1931 zum Vorsitzenden der westfälischen Zentrumspartei gewählt. Am 1. April 1940 beantragte er die Aufnahme in die NSDAP und wurde zum 1. Juli desselben Jahres aufgenommen (Mitgliedsnummer 8.073.697). Nach dem Zweiten Weltkrieg schloss er sich der CDU an. Seit 1945 war er Vorsitzender des CDU-Kreisverbandes Beckum.

## Abgeordneter
Raestrup war Stadtverordneter in Oelde. Er war von 1921 bis 1933 Mitglied des Provinziallandtages von Westfalen und amtierte von 1931 bis 1933 als dessen Präsident. 1933 gehörte er dem Preußischen Landtag an.
1945 wurde Raestrup in den Kreistag des Kreises Beckum gewählt. Dem Deutschen Bundestag gehörte er seit dessen erster Wahl 1949 bis 1957 an. Im Parlament vertrat er 1949 wie 1953 als direkt gewählter Abgeordneter den Wahlkreis Beckum – Warendorf, in dem er 1953 67,5 % der Erststimmen auf sich vereinigte. Er war in der zweiten Legislaturperiode nach Bundeskanzler Konrad Adenauer (CDU) und Marie-Elisabeth Lüders (FDP) der drittälteste Abgeordnete des Bundestages.

## Ehrungen
- 1955: Großes Verdienstkreuz der Bundesrepublik Deutschland
- Bernhard-Raestrup-Platz in Oelde